# Aleuritopteris yalungensis
Aleuritopteris yalungensis är en kantbräkenväxtart som beskrevs av H. S. Kung. Aleuritopteris yalungensis ingår i släktet Aleuritopteris och familjen Pteridaceae. Inga underarter finns listade.